# Лакальм
Лака́льм (фр. Lacalm, окс. La Calm) — коммуна во Франции, находится в регионе Окситания. Департамент — Аверон. Входит в состав кантона Сент-Женевьев-сюр-Аржанс. Округ коммуны — Родез.
Код INSEE коммуны — 12117.
Коммуна расположена приблизительно в 460 км к югу от Парижа, в 175 км северо-восточнее Тулузы, в 55 км к северо-востоку от Родеза.

## Население
Население коммуны на 2008 год составляло 211 человек.
| 1962 | 1968 | 1975 | 1982 | 1990 | 1999 | 2008 |
| ---- | ---- | ---- | ---- | ---- | ---- | ---- |
| 424  | 393  | 301  | 274  | 230  | 208  | 211  |

## Экономика
В 2007 году среди 124 человек в трудоспособном возрасте (15—64 лет) 94 были экономически активными, 30 — неактивными (показатель активности — 75,8 %, в 1999 году было 67,3 %). Из 94 активных работали 90 человек (50 мужчин и 40 женщин), безработных было 4 (2 мужчин и 2 женщины). Среди 30 неактивных 8 человек были учениками или студентами, 10 — пенсионерами, 12 были неактивными по другим причинам.